# Губко Марія Олексіївна
Марія Олексіївна Губко (народилася 16 грудня 1968 в Києві — померла 12 квітня 1995 в Києві) — українська поетеса і перекладачка.
Дочка українського психолога, науковця, журналіста, громадського діяча Олексія Губка.

## До життєпису
Закінчила Київський педагогічний інститут іноземних мов (1990), де працювала викладачкою англійської мови.

## Творчість
Відвідувала літературне об'єднання «Радосинь» при НСПУ.
Посмертно опубліковані її поетичні збірки
- «Так навесні ридає талий сніг» (1996, Київ),
- рос. «Так рано свеча догорела» (2004, Київ),
- «Гусі-лебедзі ляцяць» (білоруський переклад) (2005, Київ),
- «Гуси-гуси-лебедята, візьміть мене на крилята! Вірші для дітей» (2005, Київ).

Здійснила низку довершених перекладів з Гете, Гейне, Гервега, Лонгфелло, Уїтмена, Мура, Вордсворта, Дікінсон, Єйтса, Єсеніна, Ларкіна. До її улюблених авторів належали передусім Емілі Дікінсон і Філіп Ларкін, про творчість якого Марія писала дисертацію. Паралельно з перекладами писала вірші українською та російською мовами.
Її переклади з російської, англійської, німецької, польської мов вміщені у книзі «Перемога приходить запізно» (2006, Київ).